# Anaphes neustadti
Anaphes neustadti är en stekelart som först beskrevs av Soyka 1949.  Anaphes neustadti ingår i släktet Anaphes och familjen dvärgsteklar. Inga underarter finns listade i Catalogue of Life.